# Clavoserixia bifasciata
Clavoserixia bifasciata – gatunek chrząszcza z rodziny kózkowatych i podrodziny zgrzypikowych. Jedyny przedstawiciel rodzaju Clavoserixia.

## Zasięg występowania
Gatunek ten występuje na Borneo.